# La famiglia Sullivan
La famiglia Sullivan (The Fighting Sullivans) è un film del 1944 diretto da Lloyd Bacon. Ricevette nel 1945 una candidatura all'Oscar al miglior soggetto.
La pellicola è ispirata ad una storia vera, l'affondamento ad opera di un sommergibile giapponese dell'incrociatore leggero classe Atlanta USS Juneau, sul quale erano imbarcati i cinque fratelli Sullivan. Dopo quell'episodio fu promulgata una legge, la Sole Survivor Policy, che regolamentava l'arruolamento e l'invio al fronte di membri appartenenti alla stessa famiglia.

## Trama
Nella cittadina di Waterloo, Iowa, vive la famiglia Sullivan, di origine irlandese, composta da Thomas e Alleta, uniti e devoti genitori cattolici, e dai loro sei figli: cinque maschi, George, Frank, Joe, Matt e Al, e una figlia, Genevieve detta “Gen”. Cresciuti in un ambiente semplice ma pieno d’affetto, i ragazzi passano l’infanzia inseparabili, combinando marachelle ma rafforzando un legame fraterno indissolubile. Fin da piccoli dimostrano grande spirito d’iniziativa e coesione, come quando tentano di riparare un vecchio battello per un’avventura sul lago che rischia di finire in tragedia. L’evento spinge la madre a farsi promettere dai figli che non saliranno più su una barca fino all’età adulta. Nonostante piccoli incidenti e punizioni, la famiglia resta unita, guidata con fermezza e tenerezza da Thomas, un ferroviere severo ma giusto, e dalla dolce Alleta. Gli anni passano e nel 1939 i fratelli, ormai cresciuti, prendono strade diverse. Solo Al è ancora a scuola, dove conosce e si innamora di Katherine Mary, una ragazza sensibile e riservata. Dopo un iniziale malinteso causato dalle burle dei fratelli, Al riesce a conquistare la fiducia di Katherine Mary. I due si sposano e danno alla luce il piccolo Jimmy. L’equilibrio familiare viene però scosso il 7 dicembre 1941, quando l’attacco giapponese a Pearl Harbor irrompe nelle vite di milioni di americani. I cinque fratelli Sullivan, profondamente colpiti dalla morte di un caro amico nell’attacco, decidono di arruolarsi insieme nella Marina, chiedendo – e ottenendo – di prestare servizio sullo stesso incrociatore, la USS Juneau. Mentre le lettere inviate dal fronte diventano un filo vitale con la famiglia, la guerra nel Pacifico si fa sempre più feroce e il destino dei fratelli si lega indissolubilmente alle sorti del conflitto.